# Estación de Altmatt
La estación de Altmatt es una estación ferroviaria de la localidad suiza de Altmatt de la comuna suiza de Rothenthurm, en el Cantón de Schwyz.

## Historia y ubicación
La estación se encuentra ubicada en el centro del núcleo urbano de Altmatt, una pequeña aldea situada en el norte de la comuna de Rothenthurm. Fue inaugurada en 1891 con la apertura de la línea férrea Pfäffikon SZ - Arth-Goldau. Cuenta con un andén central y otro lateral a los que acceden dos vías pasantes, y además también existe una vía muerta.
En términos ferroviarios, la estación se sitúa en la línea Pfäffikon SZ - Arth-Goldau. Sus dependencias ferroviarias colaterales son la estación de Biberbrugg hacia Pfäffikon SZ y la estación de Rothenthurm en dirección Arth-Goldau.

## Servicios ferroviarios
Los servicios ferroviarios de esta estación están prestados por SOB (SüdOstBahn):

### S-Bahn
S-Bahn Zug
En la estación efectúan parada trenes de una de las líneas que forman la red de cercanías S-Bahn Zug, que junto la red S-Bahn Lucerna, conforman una gran red de cercanías en el centro de Suiza.
- S 31: Arth-Goldau – Rothenthurm – Biberbrugg